# 尹根壽

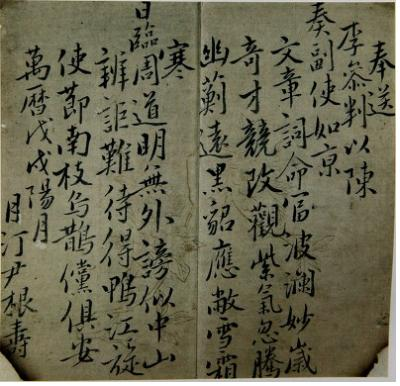

尹根壽（：／，1537年—1616年），字子固，號月汀，又号畏菴，韓國朝鲜王朝中期的文臣及性理學者，書藝家。諡號文貞。

## 生平
1590年的光國功臣，1604年扈聖功臣。朝鮮之役時朝鮮朝政的主要人物。尹斗壽的親弟弟，將領元均的姻戚。

## 著作
- 月汀集
- 月汀漫筆
- 四書吐釋
- 朝天錄
- 馬韓史硝
- 京朝唱酬
- 漢文質疑
- 松都志

### 書藝作
- 李尙書潤慶墓碑
- 尹延齡夫人朴氏碣[1]